# Космос-16
Космос-16 — советский космический спутник Земли, запущенный в космос 28 апреля 1963 года, также известен как «Зенит-2» № 10. Шестнадцатый аппарат из серии «Космос», предназначался для разведки и фоторазведки.
Для запуска спутника в космос использовалась ракета-носитель 8А92 «Восток-2». Запуск произошёл 28 апреля 1963 года в 08:50 GMT с пусковой установки 17П32-5 стартовой площадки 1, также известной как «Гагаринский старт».
Космос-16 был помещен в низкую околоземную орбиту с перигеем в 207 километров, апогеем в 401 километр, с углом наклона плоскости орбиты к плоскости экватора Земли в 65,02 градусов, и орбитальным периодом в 90,4 минуты. Он провел достаточное количество дней на орбите, выполняя миссию, после чего 8-го мая покинул орбиту и выполнил посадку на территорию СССР с помощью спускаемого аппарата. Программа аппарата была завершена частично. Часть информации была потеряна из-за отказа системы стабилизации блока двигателя.
Радиопередача со спутника велась на частоте 19,996 МГц.